# Tanque Viejo
Tanque Viejo är en ort i Mexiko.   Den ligger i kommunen Asientos och delstaten Aguascalientes, i den centrala delen av landet, 400 km nordväst om huvudstaden Mexico City. Tanque Viejo ligger 2 068 meter över havet och antalet invånare är 385.
Terrängen runt Tanque Viejo är platt västerut, men österut är den kuperad. Runt Tanque Viejo är det ganska glesbefolkat, med 50 invånare per kvadratkilometer. Närmaste större samhälle är Villa García, 11,9 km norr om Tanque Viejo. Omgivningarna runt Tanque Viejo är i huvudsak ett öppet busklandskap.